# Vlastimil Stožický
Vlastimil Stožický (Varnsdorf, 19 agosto 1983) è un calciatore ceco, centrocampista dello Spartak Trnava.

## Carriera

### Club

#### Baník Most
Fa il suo ultimo gol con il Baník Most il 23 marzo 2008 nella vittoria casalinga per 3-1 contro il Dynamo České Budějovice.
La sua ultima presenza con il Baník Most risale al 27 aprile 2008 nella sconfitta casalinga per 0-1 contro lo Slovan Liberec.

#### Ústí nad Labem
Fa la sua ultima presenza all'Ústí nad Labem il 28 maggio 2011 nella sconfitta fuori casa per 2-0 contro il Mladá Boleslav.